# Árpád Szakasits
Árpád Szakasits (ur. 6 grudnia 1888, zm. 3 maja 1965) – węgierski polityk socjaldemokratyczny, następnie komunistyczny, esperantysta. 
Był prezydentem Węgier od 3 sierpnia 1948 do 23 sierpnia 1949, kiedy to urząd prezydenta został zniesiony i zastąpiony przez Radę Prezydialną Węgierskiej Republiki Ludowej. Szakasits stał na czele Rady do 26 kwietnia 1950. Następnie został aresztowany i więziony na podstawie sfabrykowanych zarzutów. Uwolniony i zrehabilitowany w 1956. Jego prawnukiem jest András Schiffer.